# Характеристическая функция случайной величины
Характеристи́ческая фу́нкция случа́йной величины́ — один из способов задания распределения. Характеристические функции могут быть удобнее в тех случаях, когда, например, плотность или функция распределения имеют очень сложный вид. Также характеристические функции являются удобным инструментом для изучения вопросов слабой сходимости (сходимости по распределению). В теорию характеристических функций внесли большой вклад Ю. В. Линник, И. В. Островский, К. Р. Рао, Б. Рамачандран.

## Определение
Пусть есть случайная величина {\displaystyle X} с распределением {\displaystyle \mathbb {P} ^{X}}. Тогда характеристическая функция задаётся формулой:
{\displaystyle \phi _{X}(t)=\mathbb {E} \left[e^{itX}\right]}.
Пользуясь формулами для вычисления математического ожидания, определение характеристической функции можно переписать в виде:
{\displaystyle \phi _{X}(t)=\int \limits _{-\infty }^{\infty }e^{itx}\,\mathbb {P} ^{X}(dx)},
то есть характеристическая функция — это обратное преобразование Фурье распределения случайной величины.
Если случайная величина {\displaystyle X} принимает значения в произвольном гильбертовом пространстве {\displaystyle {\mathcal {H}}}, то её характеристическая функция имеет вид:
{\displaystyle \phi _{X}(t)=\mathbb {E} \left[e^{i\langle t,X\rangle }\right],\;\forall t\in {\mathcal {H}}},
где {\displaystyle \langle \cdot ,\cdot \rangle } обозначает скалярное произведение в {\displaystyle {\mathcal {H}}}.

## Дискретные и абсолютно непрерывные случайные величины
Если случайная величина {\displaystyle X} дискретна, то есть {\displaystyle \mathbb {P} (X=x_{k})=p_{k},\;k=1,2,\ldots }, то
{\displaystyle \phi _{X}(t)=\sum _{k=1}^{\infty }e^{itx_{k}}\,p_{k}}.
Пример. Пусть {\displaystyle X} имеет распределение Бернулли. Тогда
{\displaystyle \phi _{X}(t)=e^{it\cdot 1}\cdot p+e^{it\cdot 0}\cdot q=pe^{it}+q}.
Если случайная величина {\displaystyle X} абсолютно непрерывна, то есть она имеет плотность {\displaystyle f_{X}(x)}, то
{\displaystyle \phi _{X}(t)=\int \limits _{-\infty }^{\infty }e^{itx}\,f_{X}(x)\,dx}.
Пример. Пусть {\displaystyle X\sim U[0,1]} имеет стандартное непрерывное равномерное распределение. Тогда
{\displaystyle \phi _{X}(t)=\int \limits _{0}^{1}e^{itx}\cdot 1\,dx=\left.{\frac {e^{itx}}{it}}\right\vert _{0}^{1}={\frac {e^{it}-1}{it}}}.

## Свойства характеристических функций
- Характеристическая функция однозначно определяет распределение. Пусть {\displaystyle X,Y} есть две случайные величины, и {\displaystyle \phi _{X}(t)=\phi _{Y}(t),\;\forall t}. Тогда {\displaystyle \mathbb {P} ^{X}=\mathbb {P} ^{Y}}. В частности, если обе величины абсолютно непрерывны, то совпадение характеристических функций влечёт совпадение плотностей. Если обе случайные величины дискретны, то совпадение характеристических функций влечёт совпадение функций вероятности.
- Характеристическая функция всегда ограничена:

{\displaystyle |\phi _{X}(t)|\leq 1,\ \forall t\in \mathbb {R} }.
- Характеристическая функция в нуле равна единице:

{\displaystyle \phi _{X}(0)\ =1}.
- Характеристическая функция всегда равномерно непрерывна: {\displaystyle \phi _{X}\in C(\mathbb {R} )}.
- Характеристическая функция как функция случайной величины однородна:

{\displaystyle \phi _{aX}(t)=\phi _{X}(at),\;\forall a\in \mathbb {R} }.
- Характеристическая функция суммы взаимно независимых случайных величин равна произведению их характеристических функций. Пусть {\displaystyle X_{1},\ldots ,X_{n}} суть независимые случайные величины. Обозначим {\displaystyle S_{n}=\sum \limits _{i=1}^{n}X_{i}}. Тогда

{\displaystyle \phi _{S_{n}}(t)=\prod \limits _{i=1}^{n}\phi _{X_{i}}(t)}.
- Характеристическая функция эрмитова: для всех вещественных {\displaystyle t} верно равенство {\displaystyle \phi _{X}(-t)={\overline {\phi }}_{X}(t)}, где {\displaystyle {\overline {\phi }}_{X}(t)} означает комплексно сопряжённую с {\displaystyle \phi _{X}(t)} функцию[1].
- Теорема обращения (Леви). Пусть {\displaystyle F} — функция распределения, а {\displaystyle \phi } — её характеристическая функция. Если {\displaystyle a} и {\displaystyle b} — точки непрерывности {\displaystyle F}, то

{\displaystyle F(b)-F(a)={\frac {1}{2\pi }}\lim _{T\to \infty }\int _{-T}^{+T}{\frac {e^{-ita}-e^{-itb}}{it}}\,\phi (t)\,dt.}
- Характеристическая функция положительно определена: при каждом целом {\displaystyle m>0} для любых вещественных чисел {\displaystyle u_{1},u_{2},...,u_{m}} и любых комплексных чисел {\displaystyle z_{1},z_{2},...,z_{m}} выполняется неравенство {\displaystyle \sum _{i,j=1}^{m}\varphi (u_{i}-u_{j})z_{i}{\bar {z_{j}}}\geqslant 0}[2]. Здесь {\displaystyle {\bar {z_{j}}}} означает комплексно сопряжённое к {\displaystyle z_{j}} число.

## Вычисление моментов
Если случайная величина {\displaystyle X} имеет начальный {\displaystyle n}-й момент, то характеристическая функция имеет непрерывную {\displaystyle n}-ю производную, то есть {\displaystyle \phi _{X}\in C^{n}(\mathbb {R} )}, и более того:
{\displaystyle i^{n}\left.\mathbb {E} \left[X^{n}\right]={\frac {d^{n}}{dt^{n}}}\phi _{X}(t)\right\vert _{t=0}}.

## Обратное преобразование Фурье
Пусть дана случайная величина {\displaystyle X}, чья характеристическая функция равна {\displaystyle \phi _{X}(t)\ }. Тогда
- если {\displaystyle X} дискретна и принимает целые значения, то

{\displaystyle \mathbb {P} (X=k)={\frac {1}{2\pi }}\int \limits _{-\pi }^{\pi }e^{-itk}\,\phi _{X}(t)\,dt,\;k\in \mathbb {Z} };
- если {\displaystyle X} абсолютно непрерывна, и {\displaystyle f_{X}(x)} — её плотность, то

{\displaystyle f_{X}(x)={\frac {1}{2\pi }}\int \limits _{-\infty }^{\infty }e^{-itx}\,\phi _{X}(t)\,dt,\;x\in \mathbb {R} }.

## Достаточные условия
Чтобы функция {\displaystyle \varphi (t)} была характеристической функцией какой-то случайной величины, достаточно, чтобы {\displaystyle \varphi (t)} была неотрицательной, чётной, непрерывной, выпуклой вниз функцией, {\displaystyle \varphi (0)=1} и {\displaystyle \varphi (t)\rightarrow 0} при {\displaystyle t\rightarrow \infty } (теорема Титчмарша — Пойи).

## Необходимые и достаточные условия
Пусть {\displaystyle \varphi (u)} — непрерывная функция {\displaystyle u\in R^{n}} и {\displaystyle \varphi (0)=1}. Для того, чтобы функция {\displaystyle \varphi (u)} была характеристической, необходимо и достаточно, чтобы она была положительно определённой функцией, то есть при каждом целом {\displaystyle m>0} для любых вещественных чисел {\displaystyle u_{1},u_{2},...,u_{m}} и любых комплексных чисел {\displaystyle z_{1},z_{2},...,z_{m}} выполняется неравенство {\displaystyle \sum _{i,j=1}^{m}\varphi (u_{i}-u_{j})z_{i}{\bar {z_{j}}}\geqslant 0} (Теорема Бохнера — Хинчина). Здесь {\displaystyle {\bar {z_{j}}}} означает комплексно сопряжённое к {\displaystyle z_{j}} число.